# Köpknack

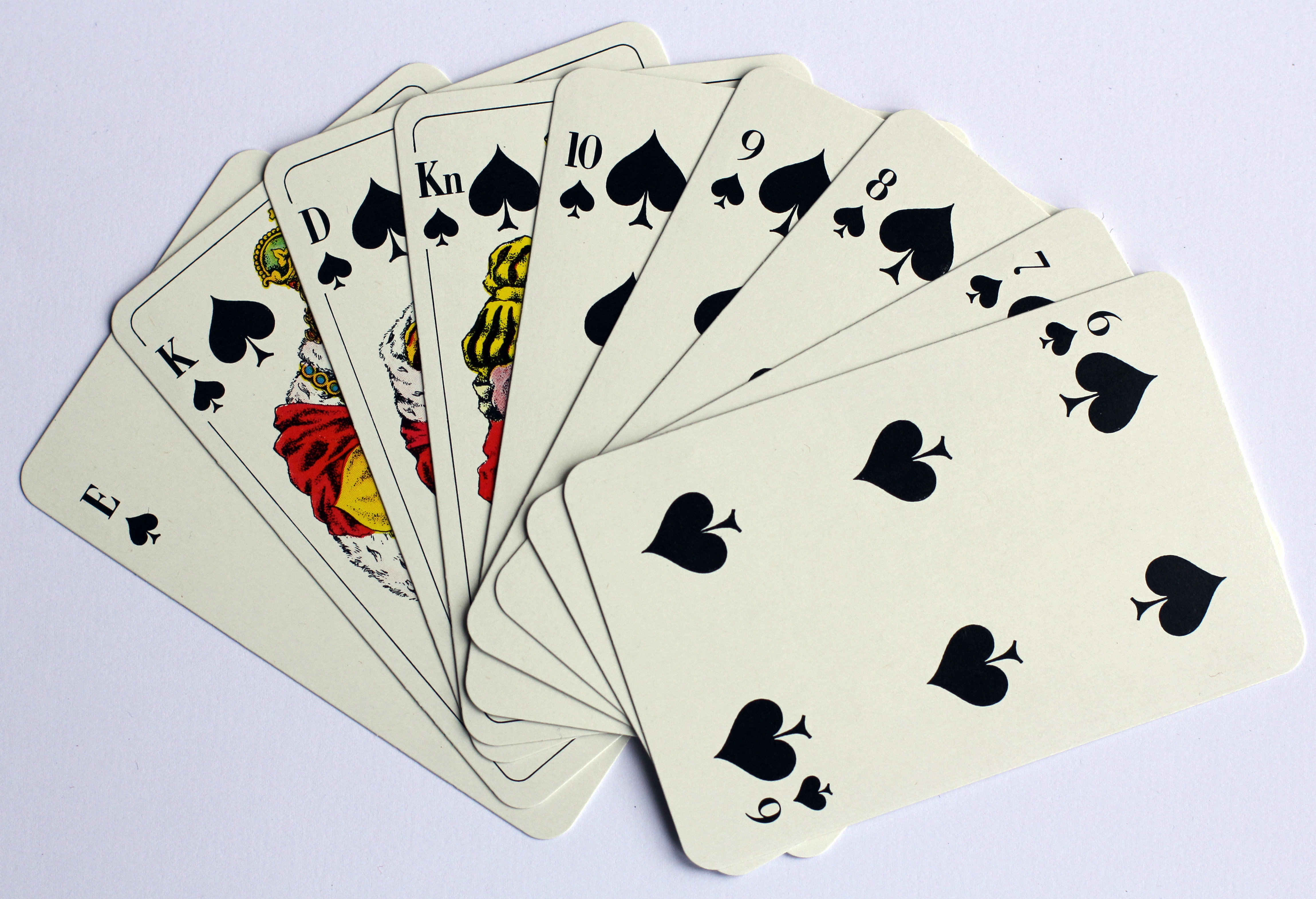
Die Pikfarbe beim modernen schwedischen Blatt

Köpknack („Zieh-Klopfen“) ist ein altes schwedisches Kartenspiel, das eine Weiterentwicklung von Knack ist und wie dieses hauptsächlich um Einsätze gespielt wird. Das Spiel ist auch als Trekort bekannt, was sich jedoch meist auf eine einfachere Version dänischen Ursprungs bezieht, die möglicherweise sein Vorgänger ist.

## Karten
Es wird ein normales französisches Blatt mit 52 Karten verwendet, normalerweise nach dem modernen schwedischen Bild.

## Geben

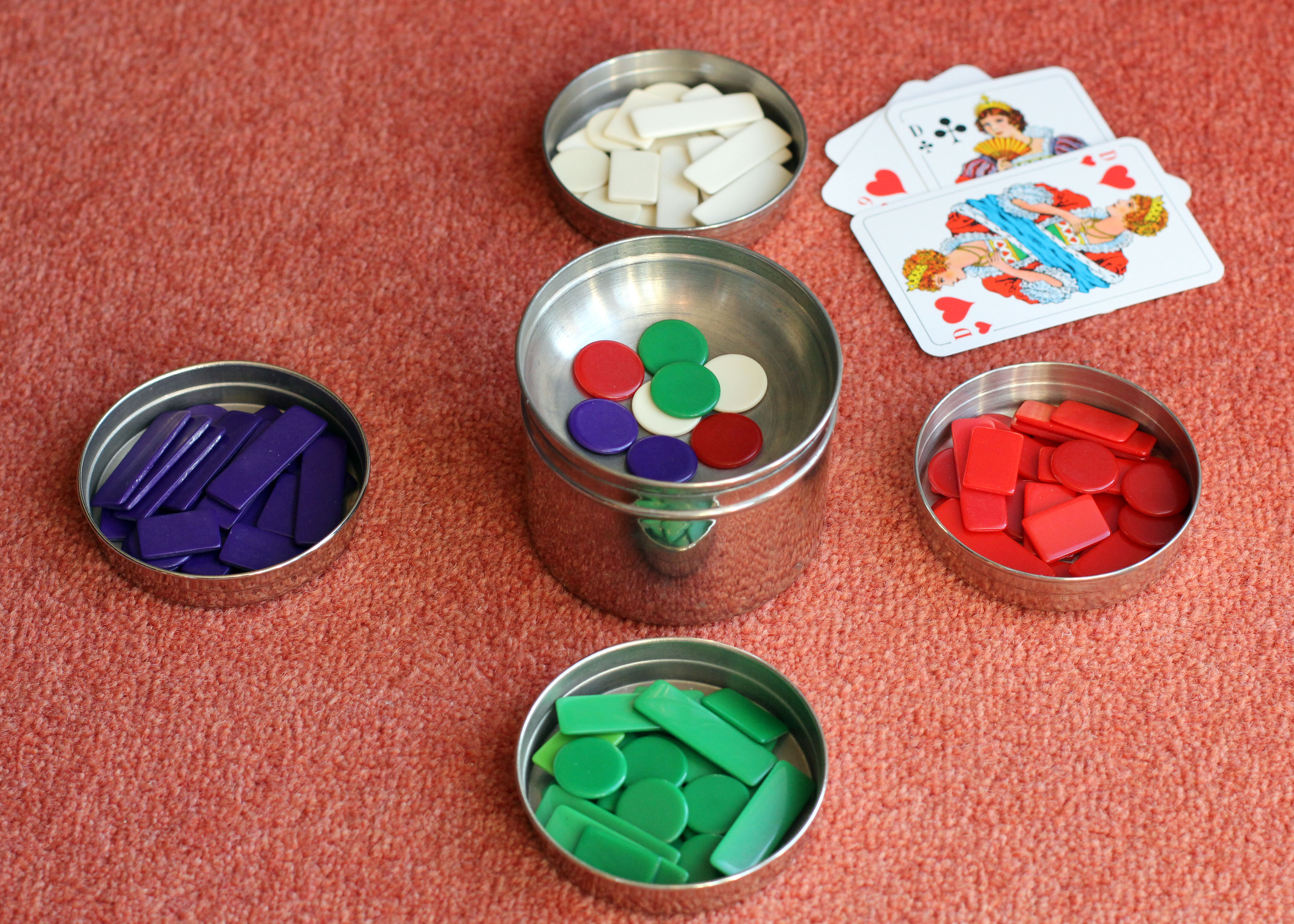
Eine Virapulla – traditionelle schwedische Dose zur Aufbewahrung von Spielmarken

Die Spieler ziehen Lose für die Sitzplätze und den ersten Kartengeber. Geben und Spielen erfolgen im Uhrzeigersinn. Der Geber zahlt den vereinbarten Einsatz – der durch drei teilbar sein muss – in den Pot, mischt die Karten und bietet sie rechts von ihm zum Abheben an. Jeder Spieler erhält drei Karten in Paketen zu je 2 und 1. Anschließend wird die nächste Karte aufgedeckt, um die Trümpfe zu bestimmen. Die restlichen verdeckt gestapelten Karten bilden den Talon.

## Reizen
Die Spieler reizen nun im Uhrzeigersinn, beginnend mit Vorhand, und können entweder klopfen (durch Klopfen auf den Tisch), um anzuzeigen, dass sie spielen, oder ihre Handkarten verdeckt dem Geber zuwerfen, um anzuzeigen, dass sie aufgeben wollen. Wenn alle außer dem Geber passen (aufgeben), räumt der Geber den Pot ab, und der nächste Spieler links gibt. Ebenso räumt der „Klopfer“ den Pot ab, wenn einer klopft und alle anderen passen.
Die Spieler haben nun die Möglichkeit, beginnend mit Vorhand, ihre Handkarten mit dem Talon zu tauschen. Sie können bei ihren ausgeteilten Handkarten bleiben oder eine bis drei Karten tauschen. Ein Spieler, der tauschen möchte, gibt seine abgelegten Karten dem Geber, der sie vom Stapel ersetzt. Es gibt zwei Tauschrunden, sodass Spieler ein zweites Mal tauschen können. Sobald der Talon aufgebraucht ist, dürfen keine weiteren Karten mehr getauscht werden.

## Spiel
Die aktiven Spieler (die die nicht gepasst haben) spielen nun die Runde. Vorhand spielt mit einer beliebigen Karte zum ersten Stich aus. Farbe muss immer bedient werden. Zusätzlich gilt:
- Erster Stich: Vorbehaltlich der Anforderung, Farbe zu bedienen, muss ein Spieler, der den Stich mit einem Trumpf anführen kann, dies tun.
- Zweiter Stich: Der Gewinner des ersten Stichs muss nach Möglichkeit einen Trumpf ausspielen, andernfalls darf er eine beliebige Karte spielen. Ein Spieler, der nicht bedienen kann, muss nach Möglichkeit trumpfen. Vorbehaltlich der Anforderung, Farbe zu bedienen, muss ein Spieler, der den Stich mit einem Trumpf anführen kann, dies tun.

Der Stich wird vom höchsten Trumpf oder der höchsten Karte der ausgespielten Farbe gewonnen, wenn kein Trumpf gespielt wird.
Jeder aktive Spieler, der keinen Stich macht, muss den doppelten Einsatz in den Pot zahlen. Jeder gemachte Stich bringt ein Drittel des Pot-Inhalts ein.